# Hapag-Lloyd

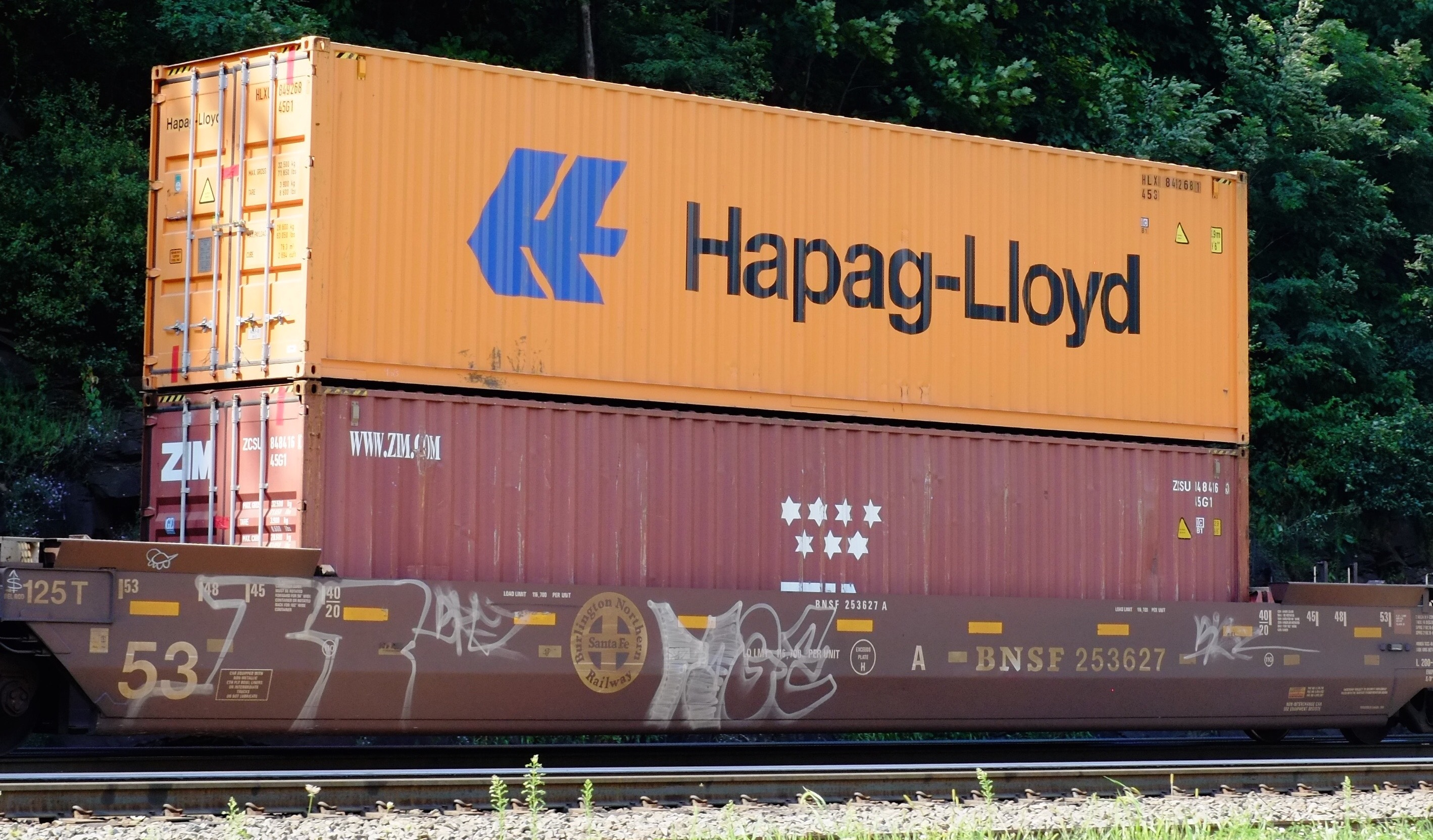
Contenidor de 40' de Hapag-Lloyd apilat a un tren intermodal

Hapag-Lloyd AG és una empresa naviliera transnacional alemanya. Està composta d'una línia de transport de contenidors, Hapag-Lloyd AG. El braç de transport de contenidors Hapag-Lloyd AG és actualment el cinquè transportista de contenidors més gran del món en termes de capacitat de vaixells.
L'empresa es va constituir el 1970 per la fusió de dues empreses de transport marítim alemanys, Hamburg America Line (HAPAG), que data del 1847, i Norddeutscher Lloyd (NDL) o North German Lloyd (NGL), que es va formar el 1856.
Des de la seva formació, Hapag-Lloyd ha estat venut a moltes organitzacions i també n'ha sofert nombroses fusions amb altres empreses. Per exemple, Hapag-Lloyd va ser adquirit completament i es va convertir en filial de TUI AG (Hannover) el 1998. Aquesta adquisició va ser seguida per TUI venent una participació majoritària de Hapag-Lloyd a diversos inversors privats a Hamburg el 2009 i de nou el 2012. Altres esdeveniments importants en la història de la companyia són l'adquisició de Hapag-Lloyd de CP Ships el 2005, així com la fusió amb Hapag-Lloyd de CSAV el 2014 i United Arab Shipping Company el 2017.
Actualment, les accions de les empreses són propietat de diversos inversors públics i privats, amb la participació més gran controlada per CSAV.

## Història
Hapag-Lloyd es va fundar el 1970 a partir de la fusió de dues companyies marítimes: Hamburg America Line i Norddeutscher Lloyd, empreses marítimes centenàries que es van crear el 1847 i 1857, respectivament.

### Hamburg America Line
La Hamburg America Line va ser fundada a Hamburg el 1847 per al transport a través de l'oceà Atlàntic de persones i béns. El 1912, la Hamburg America va construir el seu primer trio de grans transatlàntics; el SS Imperator, seguit del SS Vaterland. El tercer buc alemany, el SS Bismarck, es trobava en construcció a l'inici de la Primera Guerra mundial i va ser completat al final de la guerra i lliurat a la naviliera White Star Line com a reparacions de guerra, sent batejat RMS Majestic. Aquests tres bucs van ser els primers a excedir les 50.000 tones brutes i els 275 metres de llarg.
Després del final de la guerra, la Hamburg America va reconstruir la seva flota amb vaixells de menor grandària, encara que la seva flota va ser novament eliminada durant la Segona Guerra Mundial, després de la qual els vaixells supervivents van ser transferits al bàndol aliat.

### Norddeutscher Lloyd

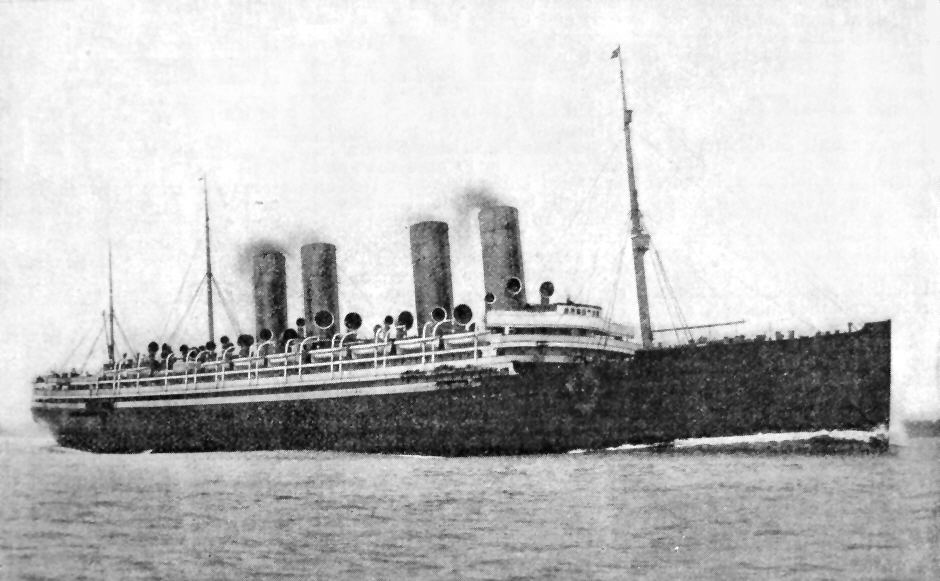
El SS Kaiser Wilhelm II va realitzar el seu viatge inaugural el 1903.

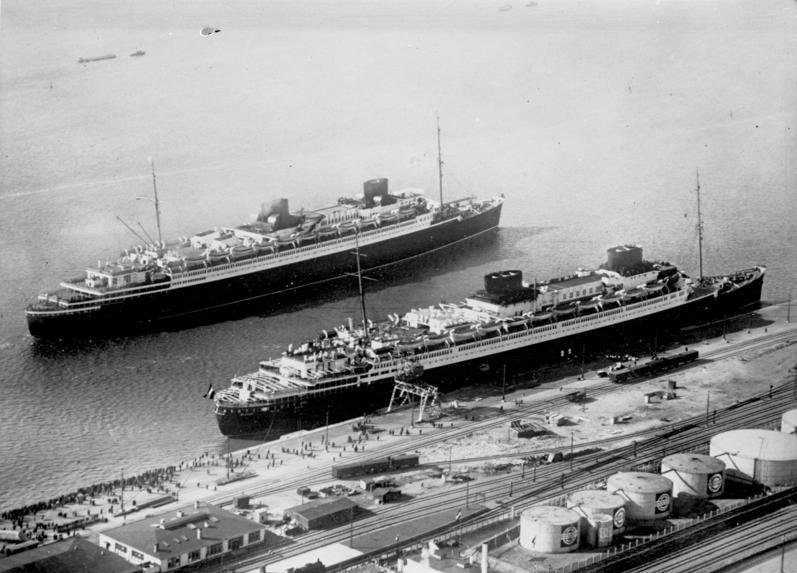
Els bucs Bremen i Europa, dos dels principals transatlàntics de la Norddeutscher Lloyd.

La Norddeutscher Lloyd (NDL) va ser fundada a Bremen el 1856. Ràpidament es va convertir en una de les més importants companyies navilieres d'Alemanya, oferint serveis de transport de passatgers i mercaderies entre Bremen i Nova York, acaparant principalment el servei d'immigrants als Estats Units.
La NDL va ser creixent de forma gradual a finals del segle xix i començaments del segle xx, que va culminar amb la construcció dels bucs de la classe Kaiser, reunint eventualment una flota que transportava a milers d'emigrants cap a l'oest, que va aconseguir un màxim de 240.000 passatgers anuals el 1913.
L'esclat de la Primera Guerra mundial va suposar l'internament de la seva flota de 135 vaixells a Hoboken (Estats Units), que va passar a ser una confiscació quan aquest país va entrar en la guerra el 1917. D'igual forma, la seva base d'operacions a Hoboken va ser confiscada i lliurada a la Marina dels Estats Units, que la va usar com a bescanviador fins al final de les hostilitats.
Les operacions de la NDL van recomençar el 1922, quan es va permetre a la companyia recomprar la seva antiga base de la United States Alien Property Administrator. La companyia va rellançar les seves activitats amb la construcció de nous i ràpids vaixells, Bremen i Europa el 1929–30.
Al començament de la Segona Guerra mundial, la NDL va sofrir la mateixa experiència, sent la seva flota confiscada quan els Estats Units va entrar en guerra el 1941. L'única excepció va ser la del Bremen, que va travessar l'Atlàntic a tota velocitat i va poder trobar protecció a Murmansk el 1939, traslladant-se després a la seva ciutat d'origen, on va romandre durant la resta del conflicte.
El servei de passatgers va ser reprès el 1954 amb el MS Berlin, anteriorment el Gripsholm de la Swedish American Line. Posteriorment altres dos vaixells de segona mà, SS Bremen (anteriorment Pasteur) i MS Europa (anteriorment Kungsholm de la Swedish American Line), van ser adquirits.
El servei va continuar d'aquesta manera, però anys més tard es va decidir que existien massa competidors en el negoci del transport marítim, en una època en la qual el tràfic de passatgers transatlàntic estava sofrint una dura caiguda amb l'arribada dels avions de línia a reacció a partir de la dècada de 1960. Això va resultar en la fusió de la NDL amb la Hamburg America Line el 1970.
Durant els seus anys d'activitat, la NDL va obtenir diversos rècords de velocitat. Entre ells figura el rècord entre Southampton i Nova York, establert en 8 dies (1881), que va ser realitzat pel buc Elbe i que es va mantenir fins al 1900; o el rècord a la travessia transatlàntica més ràpida realitzat pel Bremen el 1929 (vegeu Blue Riband).

### Hapag-Lloyd

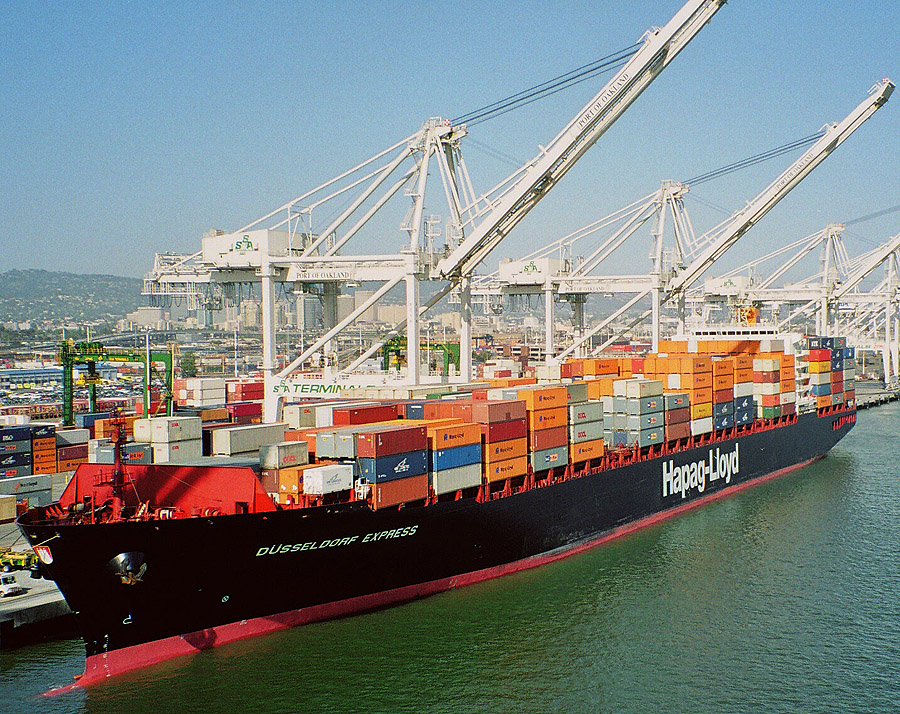
El Düsseldorf Express, vaixell de càrrega de Hapag-Lloyd.

El 1972 es va crear una nova filial, la companyia aèria Hapag-Lloyd Flug. El 1998 l'empresa Preussag adquireix les empreses Hapag-Lloyd AG i TUI per formar així el grup TUI AG. Hapag-Lloyd reagrupa les filials marítimes i logístiques del grup TUI.
El 2005 el grup TUI adquireix per 1,7 milers de milions d'euros, l'empresa canadenca CP Ships, de manera que el grup va passar a convertir-se en la quarta empresa marítima més important del món portacontenidors.
A l'octubre del 2008 TUI AG va vendre la majoria de les seves accions de Hapag-Lloyd (56,67%) al consorci Albert Ballin, compost per la Ciutat d'Hamburg, Kühne Holding AG, Signal Iduna, HSH Nordbank, M.M.Warburg Bank i HanseMerkur. El restant de les accions segueixen sent propietat de TUI Ag.
A finals de 2013, Hapag-Lloyd comença les reeixides negociacions amb la companyia naviliera xilena CSAV assumint el control del seu negoci de contenidors al desembre de 2014. Per a l'estiu de 2015, el negoci de contenidors és integrat amb èxit. Com a resultat, Hapag-Lloyd es converteix en la quarta línia naviliera més gran a nivell mundial. Per la seva banda, CSAV va rebre un 30 per cent de participació a Hapag-Lloyd, el qual va incrementar-se a un 34 per cent com a resultat de l'augment de capital en efectiu. Al novembre de 2015, Hapag-Lloyd va obtenir èxit en la sortida a borsa i va declarar aproximadament 265 milions d'Euros per a la compra de nous vaixells i contenidors.

## Filials del grup Hapag-Lloyd

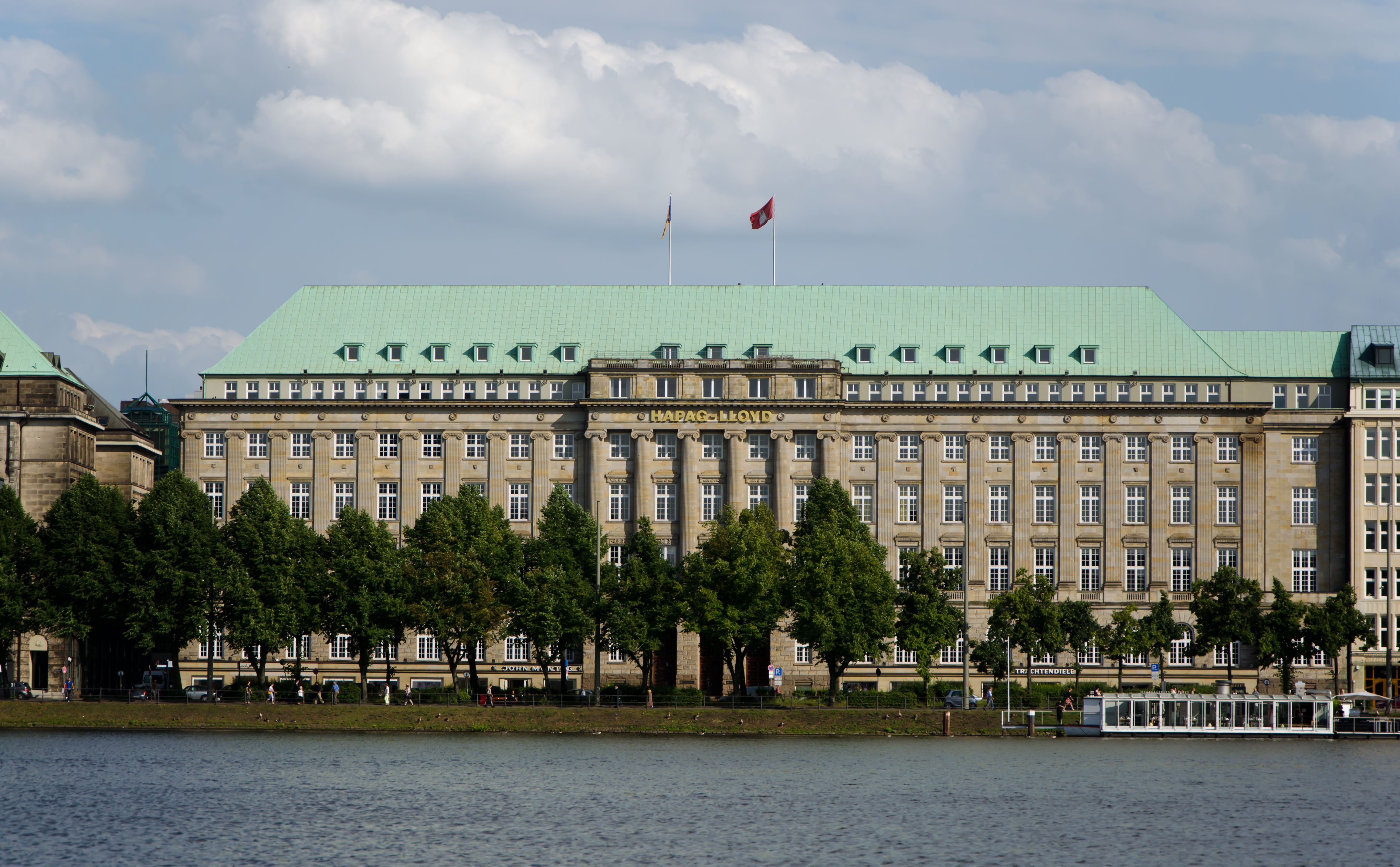
Seu social d'Hapag-Lloyd en Hamburg

### Hapag-Lloyd Kreuzfahrten
Consisteix en una flota de quatre bucs de creuers: el MS Europa, el MS Europa2, el MS Hanseatic i el MS Bremen.

### Hapag-Lloyd Container Linie
Una flota de 55 bucs portacontenidors, d'una capacitat de 226.000 TEU;

### CP Ships
Una flota de 78 portacontenidors amb una capacitat de 187.000 TEU.

### Altres marques del grup Hapag-Lloyd
Altres empreses que porten el nom 'Hapag-Lloyd són:
- Hapag-Lloyd Reisebüro, agència de viatges;
- Hapagfly, companyia aèria, rebatejada com Hapag-Lloyd Flug des de 2005;
- Hapag-Lloyd Express (HLX), aerolínia de baix cost.

Aquestes empreses no pertanyen a Hapag-Lloyd. Les dues primeres són filials del grup TUI AG. Mentre que HLX la va crear directament TUI el 2002 servint-se de la popularitat de la marca Hapag-Lloyd.

## Creuers Hapag-Lloyd

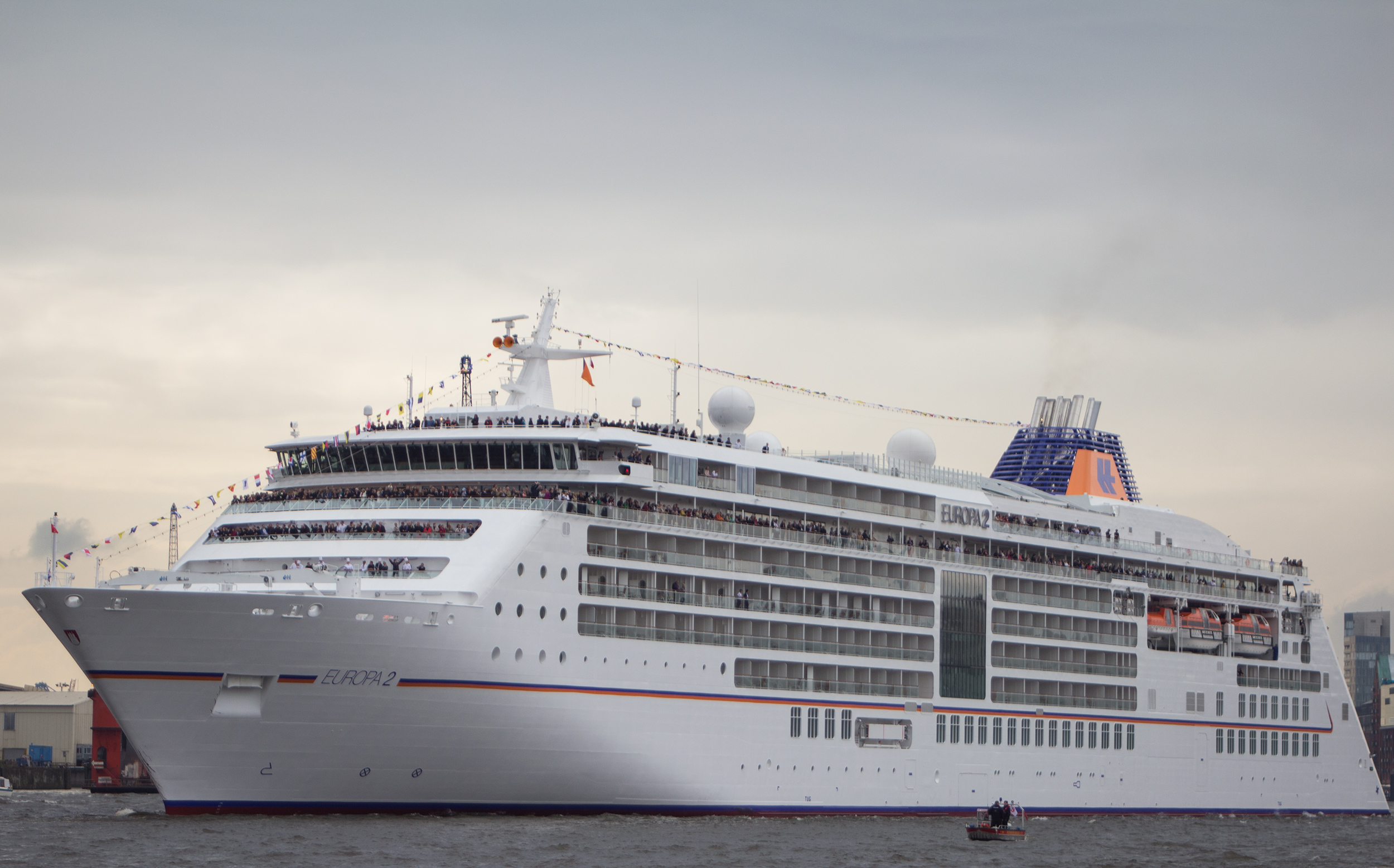
Creuer Europa 2 a Hamburg

- MS Europa
- MS Hanseatic
- MS Bremen
- MS Europa 2

### Vaixells anteriors
- MS Kungsholm (1970-1981)
- MS Golden Princess xàrter (1979-1980)
- MS Saga Sapphire (1981-1999)
- MS Insígnia xàrter (2012-2014)
- MS Hamburg xàrter (2012-2014)